# Уш-Белдир (курорт)
Уш-Белдир (тув. Үш-Белдир) — удалённый курорт в одноимённом арбане (посёлке) Тывы на границе с Монголией, с термальными источниками, температура которых достигает 80°С. Вода источников сероводородная, отчасти в воде присутствует радон. Минеральные воды имеют высокую лечебную эффективность, при непосредственном наблюдении положительный эффект 96,2 %. Режим работы — сезонный. На территории курорта находится всего одна гостиница: на 12 одноместных, 64 двухместных и 15 четырёхместных номеров.

## История
Курорт «Уш-Белдир» открыт в 1933 году.
- Последняя реконструкция (ремонт): 1998 г.
- Площадь территории 25 га.
- Подчиненность (ведомство): Министерство труда и социальной политики.[1]

## Описание
На курорте можно выделить несколько оздоровительных факторов: уникальные природные условия, климат, минеральная вода. Своеобразный ландшафт Уш-Белдира сочетает в себе пейзажи Кавказа и Западной Сибири.

## Лечение на курорте
Внутрь местную воду не употребляют, но и наружное применение славится великолепными результатами. Наиболее востребованным является лечение центральной периферической нервной, костно-мышечной, мочеполовой систем, а также кожные и ряд других заболеваний. Летние месяцы благоприятны для всех видов и форм климатотерапии — аэротерапии, купания, дозированной ходьбы, бега, ближнего и дальнего пешего туризма, включая конный, лечебная гимнастика, спортивные игры, сон на воздухе и др. основным лечебным фактором является высокотермальная (t+83) азотная, щелочная, слабоминерализированная кремнистая гидросульфидная фтористая минеральная вода.
Основные лечебные эффекты сульфидно-кремнистых минеральных вод: репаративно-регенеративный, пластический, дефрибозирующий, иммуностимулирующий, детоксикационный, секреторный, седативный, гипокоагулирующий. Сходным лечебным действием обладают минеральные термальные воды Камчатки (Начики).
Минеральные воды курорта «Уш-Белдир» имеют высокую лечебную эффективность, при непосредственном наблюдении положительный эффект 96,2 %. Наиболее востребованным является лечение центральной периферической нервной, костно-мышечной, мочеполовой (гинекологические и андрологические) системы, а также кожные и ряд других заболеваний. Эффект лечебного последействия длится 8-12 месяцев.

## Доступные виды лечения
- Бальнеотерапия: ванны радоновые, минеральные хлоридные натриевые, минеральные йодобромные, минеральные сероводородные, суховоздушные углекислые, суховоздушные радоновые, местные ножные, местные ручные, местные четырёхкамерные, гинекологические орошения, душ Шарко, циркулярный душ, восходящий душ, подводный душ-массаж, вытяжение горизонтальное в воде.
- Ингаляции: различные.
- Системы физического оздоровления: аюрведа.
- Системы психологического оздоровления: музыкотерапия, ароматерапия, цветотерапия, медитации.
- Другие виды лечения: климатолечение, криотерапия, лечебная физкультура (ЛФК), мануальная терапия, массаж, медикаментозная терапия, мезотерапия, механотерапия, психотерапия, рефлексотерапия, терренкур.

Сроки лечения: от 14 до 21 дн.